# جزيرة دويونغ
جزيرة دويونغ أو دويونغ (وتعني باللغة المالاوية جزيرة حورية البحر) تقع بالقرب من مصب نهر ترغكانو بولاية ترغكانو بماليزيا، وقد تم تقسيمها في السابق إلى دويونغ الكبرى ودويونغ الصغرى، لكن الترسبات قد أدت إلى تغير سواحلها بشكل كبير. كذلك تم تطوير منتجعاتها التي تستضيف السباق السنوي الموسمي لليخوت.